# مسابقة الاتحاد الآسيوي الأولمبية للرجال 2012
تصفيات الاتحاد الآسيوي لكرة القدم لأولمبياد 2012 سوف تلعب مبارياتها بمشاركة 35 منتخب من آسيا، أما في تصفيات النساء فيشارك 16 منتخب. 43 فريق سوف يتنافسون على ثلاث مقاعد في منافسة الرجال في حين سيتم التنافس على بمقعدين في مسابقة النساء. دخل 24 منتخب أولمبي التصفيات لتحديد الفرق الثلاث التي ستتأهل إلى مسابقة كرة القدم في الألعاب الأولمبية 2012 في لندن. وسوف تبدأ التصفيات في فبراير 2011 وعلى ان تنتهي مارس 2012.

## التوزيع
الفرق ال35 دخلوا البطولة. أعلى 13 فرق على أساس كل فريق أدو خلال التصفيات والدور النهائي من الأولمبيات السابقة قد أعفي من اللعب في الجولة الثانية.
| الأعلى 13 التوزيع - أستراليا - البحرين - الصين - كوريا الشمالية - كوريا الجنوبية - العراق - اليابان - لبنان - قطر - السعودية - سوريا - أوزبكستان - فيتنام | أوطى 22 في التوزيع - بنغلاديش - تايبيه الصينية - هونغ كونغ - الهند - إندونيسيا - إيران - الأردن - الكويت - قرغيزستان - ماليزيا - المالديف - ميانمار - عمان | - باكستان - فلسطين - سنغافورة - سريلانكا - طاجيكستان - تايلاند - تركمانستان - الإمارات العربية المتحدة - اليمن |  |

## الدور التمهيدي
الفرق صاحبة التصنيف من 22 إلى 43 الشهري للفيفا سوف تلعب نظام مباراة ذهاب وإياب في 23 فبراير، 3 مارس، 8 مارس، 9 مارس و 11 مارس 2011. القرعة كانت قد أجريت في 20 أكتوبر 2010.
| فريق 1                   | نتائج       | فريق 2         | ذهاب | إياب |
| ------------------------ | ----------- | -------------- | ---- | ---- |
| تايلاند                  | 1–1 (6–5 ض) | فلسطين         | 1–0  | 0–1  |
| الأردن                   | 3–0         | تايبيه الصينية | 1–0  | 2–0  |
| اليمن                    | 0-3         | سنغافورة       | 2–0  | 0-1  |
| الكويت                   | 5–0         | بنغلاديش       | 2–0  | 3–0  |
| ماليزيا                  | 2–0         | باكستان        | 2–0  | 0–0  |
| الإمارات العربية المتحدة | 10–1        | سريلانكا       | 7–1  | 3–0  |
| الهند                    | 3–2         | ميانمار        | 2–1  | 1–1  |
| عمان                     | 7–2         | طاجيكستان      | 4–1  | 3–1  |
| إندونيسيا                | 1–4         | تركمانستان     | 1–3  | 0–1  |
| إيران                    | 1–0         | قرغيزستان      | 1–0  | 0–0  |
| هونغ كونغ                | 7–0         | المالديف       | 4–0  | 3–0  |

## الدور الأول
الفرق الـ11 الفائزة من الدور التمهيدي سوف ينضموا إلى الفرق الـ13 الأعلى تصنيف في مباراتي ذهاب وإياب لتلعب في 19 و 23 يونيو 2011. القرعة عقدت يوم 30 مارس 2011.
| فريق 1         | نتائج    | فريق 2                   | ذهاب | إياب |
| -------------- | -------- | ------------------------ | ---- | ---- |
| قطر            | 4–2      | الهند                    | 3–1  | 1–1  |
| العراق         | 2–1      | إيران                    | 0–1  | 2–0  |
| البحرين        | 2–2 (أ)  | فلسطين                   | 0–1  | 2–1  |
| أستراليا       | 7–0      | اليمن                    | 3–0  | 4–0  |
| اليابان        | 4–3      | الكويت                   | 3–1  | 2–1  |
| سوريا          | 6–2      | تركمانستان               | 2–2  | 4–0  |
| كوريا الشمالية | 1–2      | الإمارات العربية المتحدة | 0–1  | 1–1  |
| كوريا الجنوبية | 4–2      | الأردن                   | 3–1  | 1–1  |
| أوزبكستان      | 3–0      | هونغ كونغ                | 1–0  | 2–0  |
| السعودية       | 6–1      | فيتنام                   | 2–0  | 4–1  |
| الصين          | 1–4(و إ) | عمان                     | 0–1  | 1–3  |
| لبنان          | 1–2      | ماليزيا                  | 0–0  | 1–2  |

## الدور الثاني
المنتخبات ال12 الفائزة من الدور الأول سوف يتقسموا إلى ثلاثة مجموعات من أربعة منتخبات. الفائز من كل مجموعة يتأهل إلى مسابقة كرة القدم في الألعاب الأولمبية في حين كل وصيف مجموعة يتأهل إلى الملحق لتحديد المنتخب الرابع المتأهل.
المباريات مقرر ان تلعب في 21 سبتمبر 2011، 23 و 27 نوفمبر، 5 و 22 فبراير 2012 و 14 مارس 2012.

## الملحق التأهيلي
الحاصلين على المركز الثاني في كل مجموعة فإنهم يلعبون في الملحق الآسيوي بمشاركة ثلاثة منتخبات تتنافس بنظام الدوري المجزأ من مرحلة واحدة، ويتأهل متصدر الملحق الآسيوي لخوض الملحق العالمي أمام منتخب من أفريقيا.

## وصلات خارجية
- الموقع الرسمي لمسابقة آسيا الأولمبية للرجال